# 五十辺村
五十辺村（いがらべむら）は、福島県信夫郡にかつて存在した村。現在の福島市中央地域の一部。1889年4月1日、同郡小山荒井村、腰浜村と新設合併し浜辺村が成立したため消滅。

## 概要
福島市のシンボル信夫山の東麓に位置し、福島市（当時の旧福島町）から発した奥州街道（国道4号）が縦断している。
現在でも福島市が公式な広報に、五十辺地区などとして使用されており、そのほとんどが住居表示未実施のエリアである。
特に五十辺と呼ばれる範囲は、国道4号（奥州街道）、国道115号（中村街道）、阿武隈川、松川に囲まれたエリアを指す。厳密な五十辺村の範囲と五十辺地区は別物で、旧本内村の一部（南下釜）も五十辺地区に含まれている。
後の浜辺村時代や福島市に合併した当初までは「浜辺村大字五十辺」「福島市大字五十辺」のように大字名として使用されていた。
旧五十辺村の殆んどが瀧洞神社の氏子区域にあたる。

## 範囲
現在の八島町・堀河町・入江町・桜木町・岩谷・大森・立石・北原・猫渕・滝元・坂登・石田・岩ノ前・山際・山居・茶屋下・道前・北ノ前・田中島・館ノ前・館ノ内・蝦貫・矢倉下・遠瀬戸・古川・中荒子・北中川原・高野河原下・下荒子・本新畑・松山町が含まれている。